# Kuroyume
Kuroyume (黒夢, lit. Sonho Negro) foi uma banda de rock japonesa formada em 1991 formada pelo vocalista Kiyoharu, baixista Hitoki e inicialmente o guitarrista Shin. Formada em Nagoia, alcançaram uma forte e significativa influência na cena visual kei, sendo creditada como inspiração de muitas bandas visual kei posteriores e como um dos principais criadores do subgênero sombrio e melódico Nagoya kei.
A banda chamou a atenção inicialmente com seu visual obscuro, com o álbum de estreia Nakigara O... (1993) sendo considerado uma das obras mais influentes do visual kei. Com isso, conseguiram um contrato com a EMI e lançaram Mayoeru Yuritachi. Inclinando-se para o pop rock em seguida, se tornaram sucesso mainstream no Japão alcançando o topo das paradas da Oricon com os álbuns Feminism (1995), lançado após a saída de Shin, e Fake Star (1996) com a canção "Pistol" vencendo o MTV Video Music Awards. Mais tarde, alteraram seu estilo para o punk rock com Drug Treatment (1997) e Corkscrew (1998). Foi ranqueada em quinto lugar na lista de artistas visual kei que mais venderam pela revista Nikkei Entertainment!, com mais de 5 milhões de discos vendidos no total.
A dupla suspendeu as atividades por um período indeterminado em 29 de janeiro de 1999. Foi oficialmente encerrada exatamente dez anos depois, após uma última apresentação no Nippon Budokan, Kuroyume the End. No entanto, em janeiro de 2010, Kuroyume reiniciou as atividades e lançou dois álbuns, entrando em hiato indefinido novamente em 2015. Kiyoharu anunciou um show solo da banda previsto para 2025.

## Carreira

### Formação e primeiros anos (1991–1993)
Kuroyume foi formado em 1991 pelo vocalista Kiyoharu, baixista Hitoki e baterista 鋭葵 (Eiki), ex membros da banda Garnet desde 1990. O nome da banda foi baseado no nome de uma canção do Garnet e também é o título de uma das canções da demo e do EP Ikiteita Chuzetsuji. Este nome, que pode ser traduzido como Sonho Negro, significa que sonhos não representam a realidade. Inicialmente recrutaram o guitarrista Masaru, que deixou a banda rapidamente e foi substituído por Shin. Fizeram seu primeiro show em 3 de agosto no Nagoya Angel Park a céu aberto e o primeiro show solo foi no Nagoya Music Farm em 11 de novembro. No ano de formação, lançaram apenas a fita demo auto intitulada "Kuroyume", limitada a 100 cópias, todas vendidas no show de 11 de novembro.
Em 1992 o grupo lançou a demo Ikiteita Chuzetsuji em 25 de janeiro e depois seu primeiro EP, Chuuzetsu (中絶) em 20 de julho pela Haunted House Records. Pouco depois, em 12 de dezembro, a banda lançou o mini-álbum Ikiteita Chuzetsuji... remasterizado da fita demo de mesmo nome. Eiki deixou a banda em 4 de junho de 1992 e um ano depois foi substituído por Hiro, que também saiu da banda rapidamente, em outubro de 1993, após desentedimentos com Kiyoharu. Desde então, o Kuroyume usou apenas bateristas suporte. No dia 31 de outubro, lançaram seu primeiro vídeo VHS: Under.... O vídeo contém uma gravação do show em que Kiyoharu tentou se enforcar com uma corda no palco e desmaiou, acontecimento que foi bastante comentado entre os seguidores de visual kei da época. Em entrevista a Natalie em 2024, Kiyoharu contou que fizeram seu primeiro show em Tóquio neste ano, como banda de abertura ao grupo BELLZLLEB. Ele relatou que devido a má qualidade do microfone, deu várias pancadas com o microfone no chão. Também afirmou que músicos da cena foram assisti-los.
Em 11 de junho de 1993, o álbum de estreia Nakigara O... foi lançado e mostrou o grupo progredindo em uma direção mais melódica, inclinando-se ainda mais para o lado gótico. Considerada uma das obras mais influentes do visual kei, alcançou a primeira posição na Oricon Indies Albums e manteve-se por dois meses. A canção de death metal "親愛なるDEATH MASK (Shin'ai Naru Death Mask)" de seu primeiro mini-álbum foi regravada e relançada em Nakigara O... e seu videoclipe, o primeiro da banda, foi filmado. Neste ano, fizeram sua primeira apresentação internacional nos Estados Unidos.
Durante esta época, a banda foi creditada como fundadora do subgênero Nagoya kei ao lado de Silver Rose e da estética obscura e sombria do visual kei em geral. Com Laputa, os três são creditados como criadores do estilo Nagoya kei inicial. Este estilo pode ser descrito como uma versão mais sombria e melancólica, visualmente e musicalmente, do visual kei.

### Assinatura com a EMI e ascensão (1994–1998)
Quando o Sr. Ishizaka [chefe da EMI] ainda estava bem, ele veio a Nagoya assistir nossa apresentação. Naquela época, não sabíamos o quão grande era Ishizaka e não tínhamos noção de boas maneiras, então, quando ele nos convidou para comer, recusamos. [...] Disse: "Tenho compromisso, então, por favor, leve-me com você quando formos a Tóquio novamente." Então, meu gerente ficou muito bravo e falou: "Convite de quem você está recusando?" [...] Além disso, quanto mais alguém estava no topo da indústria, menos falávamos sobre ela.

—Kiyoharu
Após Nakigara O... chamar a atenção da mídia, Kuroyume foi convidado para a Extasy Records, porém preferiu assinar com a grande gravadora EMI em fevereiro de 1994. Com isso, a banda se mudou para Tóquio. Fizeram sua última apresentação como banda independente no Nakano Sunplaza em 1994 intitulada Tanmei no Yuritachi, gravada e lançada como álbum ao vivo. Em 9 de fevereiro Kuroyume lançou "For dear", seu primeiro lançamento em uma grande gravadora e sendo sua primeira música atrelada a um programa de televisão. Promovendo seu terceiro álbum Mayoeru Yuritachi ~Romance of Scarlet~, dois vídeos promocionais foram lançados, um para este single e outro para a faixa "Autism -Jiheishou-". Mayoeru Yuritachi apresentou um som e estética mais suaves do que os lançamentos anteriores, devido à assinatura do grupo com a EMI, e alcançou uma posição alta na Oricon Albums Chart: 3ª. A partir deste álbum, a banda começou a trabalhar com o produtor Masahide Sakuma.
Em 1994, Kuroyume lançou o single "Ice My Life" e o mini-álbum Cruel, mudando completamente seu estilo. Deixaram de se vestir de forma extravagante e passaram a ter cabelo e maquiagem mais suaves para transmitir uma imagem mais comum para os novos fãs. Kiyoharu contou que a gravadora influenciou nessa decisão, quando disse que o visual kei é "ridículo". Algumas músicas em Cruel, apesar de pop, ainda são altas e abrasivas, o que ajudou a dar às novas canções um apelo universal. O EP também apresentou canções punk rock como "Chandler" e "Sick".[carece de fontes?]
Em 1995, Shin, que havia se tornado o principal compositor da banda, deixou o grupo devido a diferenças musicais e para se concentrar em sua outra banda, Vinyl. Eles chegaram a procurar outro guitarrista e até cogitaram ser uma banda de quatro membros, no entanto, desde então Kuroyume continuou apenas como dupla, contando com guitarristas suporte além de bateristas. Os dois álbuns que se seguiram a esse rearranjo, Feminism de 1995 e Fake Star de 1996, continuaram o pop rock visualmente orientado de Cruel. Feminism, lançado em 10 de maio, alcançou o topo das paradas da Oricon e foi eleito um dos melhores álbuns de 1989 a 1998 em uma edição de 2004 da revista musical Band Yarouze. O álbum também foi uma influência no estilo suave e moderno do visual kei dos anos 2000. Deste ponto em diante, a banda conquistou alta popularidade.
Fake Star ~I'm Just a Japanese Fake Rocker~ foi lançado em 26 de maio de 1996 e iniciou uma transição do estilo pop para o estilo punk. Vendeu 203,660 cópias em sua primeira semana, alcançando também a primeira posição nas paradas da Oricon. A banda venceu o prêmio para novos artistas no quinto Japan Gold Disc Awards. A canção "Pistol" ganhou o prêmio MTV Japan International Viewer's Choice no MTV Video Music Awards de 1996.

### Transição para o punk rock e hiato (1997–2009)
O ano de 1997 marcou outra transformação para Kuroyume, que se tornou novamente uma banda de punk rock e hardcore punk tanto visual quanto musicalmente para os álbuns Drug Treatment e Corkscrew. Isso atraiu mais fãs masculinos. O single "Shounen" foi lançado em 19 de novembro de 1997 e se tornou um hit, sendo o single mais vendido da banda, certificado platina pela RIAJ. Entre 1997 e 1998, a banda apresentou uma média de 230 shows por ano.
Em 1999, por conta das dificuldades pessoais de Hitoki, Kuroyume anunciou que iria suspender as atividades por um período indefinido. Rumores sobre o baixista ter deixado a banda após ter se casado para passar mais tempo com sua família foram posteriormente confirmados por ele. Porém, ele deixou claro que este não foi o último motivo. Ele contou que não se divertia mais fazendo música devido a conflitos com a gravadora e a indústria musical. "Quando uma música vende, sempre há algo que vai contra a minha vontade, é uma parte suja da indústria musical. [...] Naquela época eu não conseguia curtir música puramente."
Kiyoharu imediatadamente formou a banda Sads. Eles também conquistaram sucesso e o topo das paradas da Oricon, porém entraram em hiato em 2003. Hitoki formou uma banda chamada Hitoki-PiranhaHeads em 2000, que teve certas mudanças de membros até terminar em 2001. Em 2004, Hitoki se juntou ao Super Drop Babies com o ex-guitarrista do Kuroyume, Shin. Após o fim do Sads, Kiyoharu se tornou artista solo.
No 40º aniversário de Kiyoharu, em 30 de outubro de 2008, foi anunciado que o Kuroyume seria oficialmente encerrado após dez anos de hiato em 29 de janeiro de 2009. Naquele dia, a banda realizou seu último show em intitulado "Kuroyume the End" no Nippon Budokan. Diante ao fim da banda, Kiyoharu, como artista solo, lançou o álbum de auto covers Kuroyume SELF COVER ALBUM『MEDLEY』 em 28 de janeiro de 2009, que conta com regravações de canções do Kuroyume.

### Renascimento (2010–2015)
Em 2010, Kiyoharu anunciou a reformação do Sads e do Kuroyume, continuando como um dueto entre ele e Hitoki, e que já começaram a gravar material novo. A banda assinou contrato com a gravadora Avex Trax, a mesma da carreira solo de Kiyoharu e da banda Sads. Seu primeiro single desde a reforma, "Misery" (ミザリー), estava previsto para ser lançado em 29 de janeiro de 2011, mas foi adiado para 9 de fevereiro de 2011. O próximo single, "Alone" (アロン) foi lançado em 25 de maio de 2011 e alcançou a oitava posição nas paradas da Oricon Albums Chart. A canção foi selecionada pela Capcom para ser usada na campanha publicitária japonesa de Resident Evil: The Mercenaries 3D. 
O single "Heavenly" foi lançado em 24 de agosto de 2011. Após o sucesso relativo desses dois singles, o Kuroyume lançou um novo álbum intitulado Headache and Dub Reel Inch em 2 de novembro de 2011, o primeiro em treze anos.
No final de 2013, lançaram os singles "Guernica", música tema do filme Bilocation, e "I Hate Your Popstar Life" simultaneamente. Em 29 de janeiro do ano seguinte, o último álbum da banda até hoje, Kuro to Kage foi lançado. Em 26 de março, lançaram o single "Reverb", que alcançou a décima primeira posição nas paradas da Oricon. Foi selecionado pela Koei Tecmo para ser usado na campanha publicitária japonesa e europeia do videogame Samurai Warriors 4. Em abril, iniciaram uma turnê de três noites consecutivas em Tóquio, Nagoia e Osaka, intitulada "The Second Coming of 1994 "Jigoku no San-yo". Nas performances, a banda relembrou as músicas de seus primeiros álbuns.
Em 2014, o Kuroyume embarcou em sua última longa turnê antes de iniciar um novo hiato. Nomeada Before the Next Sleep, ela terminou em março de 2015 em Hiroshima e foi acompanhada pelo guitarrista suporte K-A-Z e baterista suporte Go. Em 6 de setembro de 2015, uma "banda misteriosa" com o nome de The Black Eyes of Dreamless Deathmask fez uma apresentação no Zepp Nagoya. Kiyoharu afirmou: "Este não é o Kuroyume, nem uma banda cover do Kuroyume". Esta foi a última apresentação ao vivo do Kuroyume até hoje. Eles chegaram a realizar mais de 50 turnês entre 2011 e 2015.
Em 2016, a gestão dos direitos da banda pagou seus tributos em atraso, resultando na marca Kuroyume sendo colocada em leilão e seu site oficial está fora do ar desde então. Dois anos depois, foi anunciado que os direitos foram recomprados com sucesso. Apesar do hiato definitivo da banda, pequenos lançamentos e relançamentos acontecem até hoje. Por exemplo, em 2021, 30 anos após a formação da banda, foi lançado um DVD gravado ao vivo em sua última longa turnê.
Como parte das comemorações de Kiyoharu pelo 30º aniversário de sua estreia em uma grande gravadora, Kuroyume anunciou um show único no Tokyo Garden Theatre previsto para 9 de fevereiro de 2025.

## Estilo musical
Kuroyume costumava adotar uma postura contra o mainstream, buscando ser, especialmente, o oposto da cena visual kei da época. Desde o estilo gótico e sombrio dos primeiros anos, o nome da banda em kanjis e até o visual do influente single "Beams", em que Kiyoharu apresenta um visual simples e bronzeado (artistas visual kei costumam apresentar pele excessivamente clara e títulos em alfabeto latino), o vocalista afirmava: "Mesmo se entrarmos em uma grande gravadora, não quero fazer a mesma coisa que os outros, quero continuar mudando." Após a saída de Shin, Kuroyume decidiu ser uma dupla para se diferenciar da formação comum de uma banda. Além disso, foi a partir daí que Kiyoharu começou a escrever a maioria das músicas, anteriormente escritas por Hitoki e Shin.
Kiyoharu cita The Street Sliders, Gastunk, The Williard e Dead End como suas influências. Seu estilo vocal foi inspirado pelo vocalista Morrie do Dead End e sua musicalidade inspirada por Jun do The Williard. Hitoki cita D'erlanger, 44 Magnum, The Police e Siouxsie and the Banshees como suas principais influências.

## Legado
Kuroyume foi creditado como um dos principais atuantes da cena visual kei dos anos 90, de influência comparável a X Japan e Luna Sea e um dos principais fundadores do subgênero sombrio e melódico Nagoya kei.
O vocalista Kyo foi roadie da banda e a sua influência pode ser percebida nos primeiros trabalhos da Dir en grey, banda que iniciou sendo cover do Kuroyume. Hazuki, vocalista do lynch. que sempre citou Kuroyume como uma grande influência, fez um cover de "Shijou no Yurikago" em seu álbum solo Souen -FUNERAL-. Outros artistas como Ruki do The Gazette, Mao do SID, Arlequin, Reiya do Xaa-Xaa, Tetsu do Merry e Tsunehito do D também citam o Kuroyume como influência.
Fuck the Border Line, um álbum de tributo em homenagem ao Kuroyume, foi lançado em 9 de fevereiro de 2011, apresentando covers de músicas da banda por populares artistas modernos de visual kei, como Abingdon Boys School, Plastic Tree, The Gazette, Sid, Cascade, entre outros. Não tão notável quanto o primeiro, outro álbum tributo foi lançado em 2015, intitulado Revision Underwear com covers de Her Name In Blood, The Black Swan, etc.

## Membros
- Kiyoharu (清春) – vocais principais (1991–presente)
- Hitoki (人時) – baixo, vocais de apoio (1991–presente)

### Ex membros
- Shin (臣) – guitarra (1991–1995)
- Eiki (鋭葵) – bateria (1991–1992)
- Hiro – bateria (1992–1993)

## Discografia
- Nakigara O.... (11 de junho de 1993)
- Mayoeru Yuritachi ~Romance of Scarlet~ (9 de março de 1994)
- Feminism (10 de maio de 1995)
- Fake Star ~I'm Just a Japanese Fake Rocker~ (29 de maio de 1996)
- Drug Treatment (27 de junho de 1997)
- Corkscrew (27 de maio de 1998)
- Headache and Dub Reel Inch (2 de novembro de 2011)
- Kuro to Kage (29 de janeiro de 2014)